# Harthof (München)

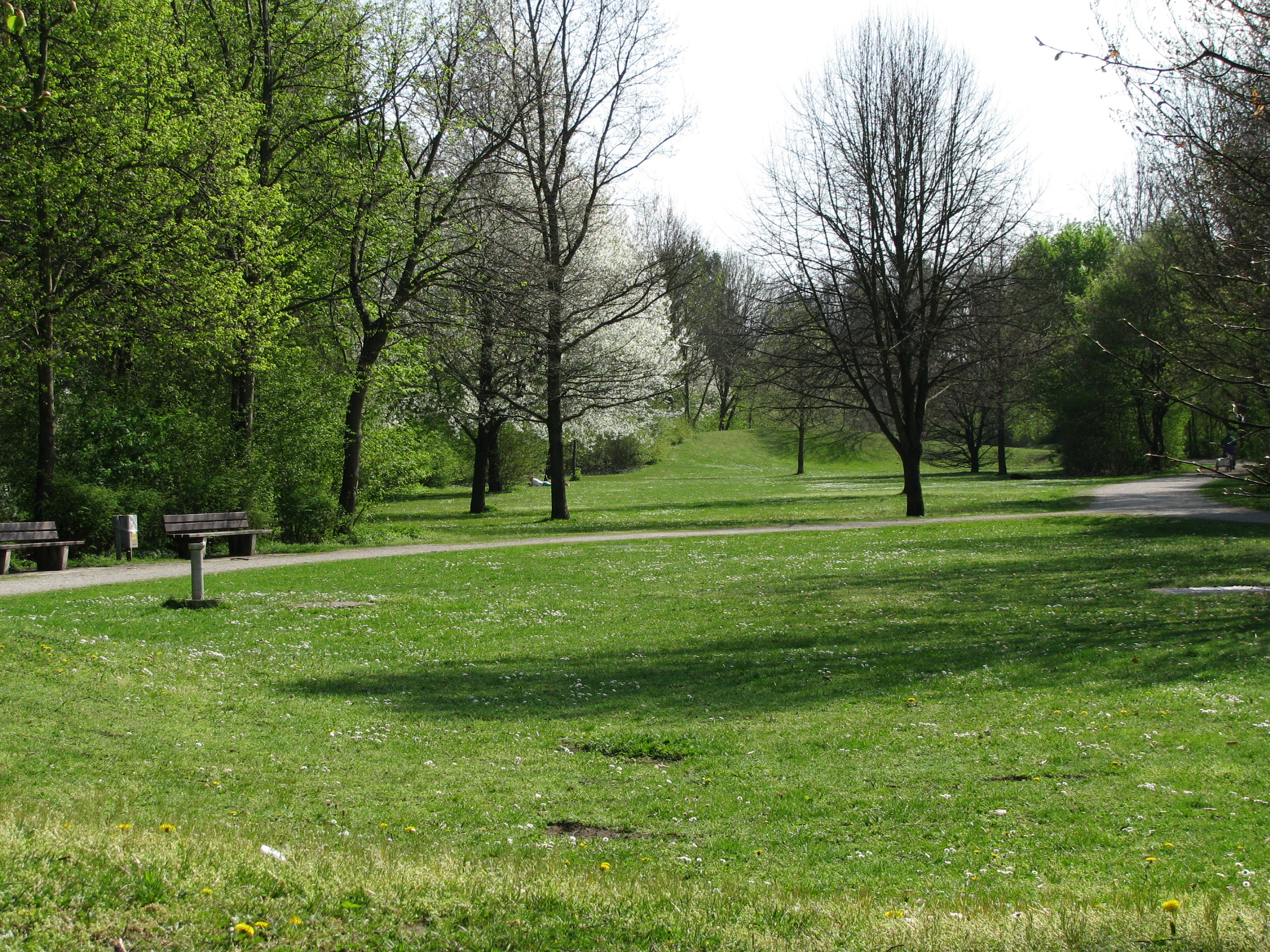
Harthofanger

Der Harthof ist ein Stadtviertel in den Stadtbezirken 11 Milbertshofen-Am Hart und 24 Feldmoching-Hasenbergl im Norden von München.
Die Schleißheimer Straße, als Grenze zwischen beiden Bezirken, führt mitten durch den Harthof. Insgesamt dehnt er sich von der Achse Neuherbergstrasse / Caracciolastraße im Norden, der Ingolstädter Straße im Osten, der Achse Augustin-Rösch-Straße / Rathenaustraße im Süden, bis zur Eberwurzstraße im  Westen aus. Die Grünanlage Harthofanger liegt zentral im Teil östlich der Schleißheimer Straße.
Der Harthof besteht aus eher mittelständisch geprägten Siedlungen, vor allem westlich der Schleißheimer Straße, sowie östlich um die Goldmarkstraße, sowie einem Komplex von Sozialwohnungen älteren Baujahrs östlich der Schleißheimer Straße.

## Geschichte
Die Gemarkungen des heutigen Stadtteils gehörten zu Feldmoching und wurden vorwiegend als Weideland genützt. An der Schleißheimer Straße siedelten sich im 19. Jahrhundert einige Kolonisten an. Dort bestand auch schon seit 1838 das als Pulverturm bekannte Munitionsdepot der Bayerischen Armee.
Das für den Stadtteil namensgebende Gut Harthof erbaute 1890 der Münchner Löwenbräu-Direktor Wolf. Der Bau wurde 1957 abgerissen, der Nachfolgebau befindet sich noch heute in der Max-Liebermann-Straße. Der Name stammt vom Feldmochinger Flurnamen Hart, was etwa Wald- oder Weideland bedeutet. Der Harthof galt als eine der relativ weit vom Dorfkern entfernten Feldmochinger Kolonien, wie zum Beispiel auch die Fasanerie-Nord oder die Lerchenau. Ab 1900 vergrößerte sich die Kolonie vor allem im Bereich an der Schleißheimer Straße und im westlichen Teil des späteren Stadtteils. Daher stellte am 2. Mai 1922 die Freie Interessenvereinigung Harthof, der Zusammenschluss der Kolonisten, an den Feldmochinger Gemeinderat den Antrag, die Siedlung Feldmoching-Harthof zu nennen. Dieser Antrag wurde aber vom Gemeinderat am 8. August 1922 und auch vom Bezirksamt München am 6. September 1922 abgelehnt. Die Stadt München erwarb das Gut Harthof im Jahr 1927 als Landreserve und verpachtete es 1929 an die noch heute ansässige Familie Menrad weiter. Mit der Eingemeindung von Feldmoching kam die Kolonie Harthof am 1. April 1938 zu München. Bereits vorher begann der Bau einiger sogenannter Reichssiedlungen – zum einen Wohnblöcke einfachen Standards mit kleinen Hofgärten vorwiegend für die in den Milbertshofener Rüstungsbetrieben Beschäftigten, zum anderen als Reichskleinsiedlung Reihen- und Einzelhäuser zur Behebung der Wohnungsnot in München.
In den Jahren zwischen 1934 und 1939 wurde das Gebiet durch den Bau verschiedener Kasernen stark geprägt (Ernst-von-Bergmann-Kaserne, die benachbarten Fürst-Wrede- und Bayern-Kasernen in Neu-Freimann sowie die nicht mehr bestehende Kronprinz-Ruprecht- und Virginia-Kaserne). Das Gut wurde 1944 stark durch Kriegsereignisse in Mitleidenschaft gezogen, die Landwirtschaft aber erst um 1960 aufgegeben.

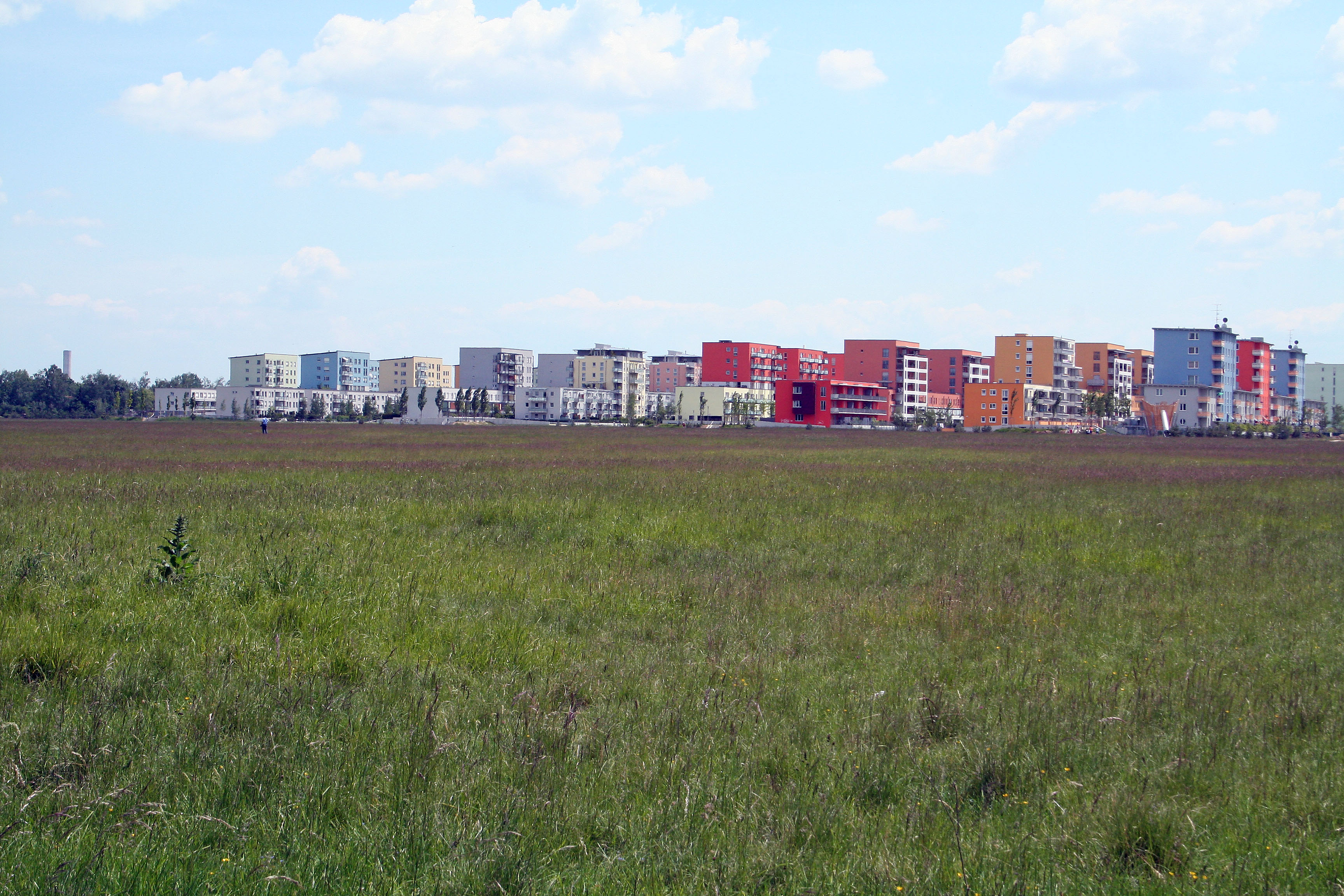
Neubaugebiet Nordhaide im Südwesten der Panzerwiese

Nach dem Zweiten Weltkrieg entstanden umfangreiche Baumaßnahmen. Die Zahl der Bevölkerung erhöhte sich in kurzer Zeit auf 14.000 Personen. Bis etwa 1957 setzte die GWG Gemeinnützige Wohnstätten- und Siedlungsgesellschaft namens der Stadtverwaltung vor allem im Bereich östlich der Schleißheimer Straße den Bau von Wohnblöcken als sozialer Wohnungsbau fort, vor allem, um dort Flüchtlinge, durch Kriegsereignisse wohnungslos gewordene Münchner und Zuzügler unterbringen zu können. Zwischen 1952 und 1954 wurde im westlichen Harthof die Siedlung Harthof aufgebaut. Das Stadtteilzentrum entstand um 1955 im Bereich der Weyprechtstraße mit der Kirche St. Gertrud und dem nahegelegenen Weyprechthof. Der Weyprechthof wurde im Oktober 2017 dauerhaft geschlossen und abgerissen. Am 14. Juli 1965 fasste der Stadtrat das Gebiet zwischen Dülfer-, Eberwurz- und Rathenaustraße als Stadtteil Harthof zusammen, der später durch Bezirksreform den Stadtbezirken 11 (Bezirksteil Am Hart) und 24 (Bezirksteil Hasenbergl–Lerchenau Ost) zugeschlagen wurde. Nachdem bereits seit 1979 durch Gutachten bekannt war, dass ein Großteil des Blockbestands der GWG (insgesamt rund 2000 Wohneinheiten im Stadtteil) nicht mehr sanierbar sei, beschloss der Stadtrat 2004 einen Bebauungsplan, welcher den Abriss und Neubau des Sozialwohnungsbestands im östlichen Harthof vorsieht. Der Bau der ersten Stufe im Bereich Röblingweg/Lieberweg ist bereits abgeschlossen. Auf der Panzerwiese entlang der Neuherbergstraße wurde ab 1999 die Siedlung Nordhaide aufgebaut, welche über ein Subzentrum verfügt.

## Lage
Der Harthof liegt nördlich der Innenstadt.
Folgende Stadtteile und Außenbezirke grenzen an:
- Siedlung Am Hart im Süden
- Siedlung Neuherberg im Nordosten
- Freimann im Osten
- Siedlung Kaltherberg
- Lerchenau im Westen
- Hasenbergl und die Gemeinde Oberschleißheim, Landkreis München im Norden

## Institutionen und Vereine
- die Willy-Brandt-Gesamtschule München im Westteil an der Freudstraße sowie die Balthasar-Neumann-Realschule in der Hugo-Wolf-Straße.

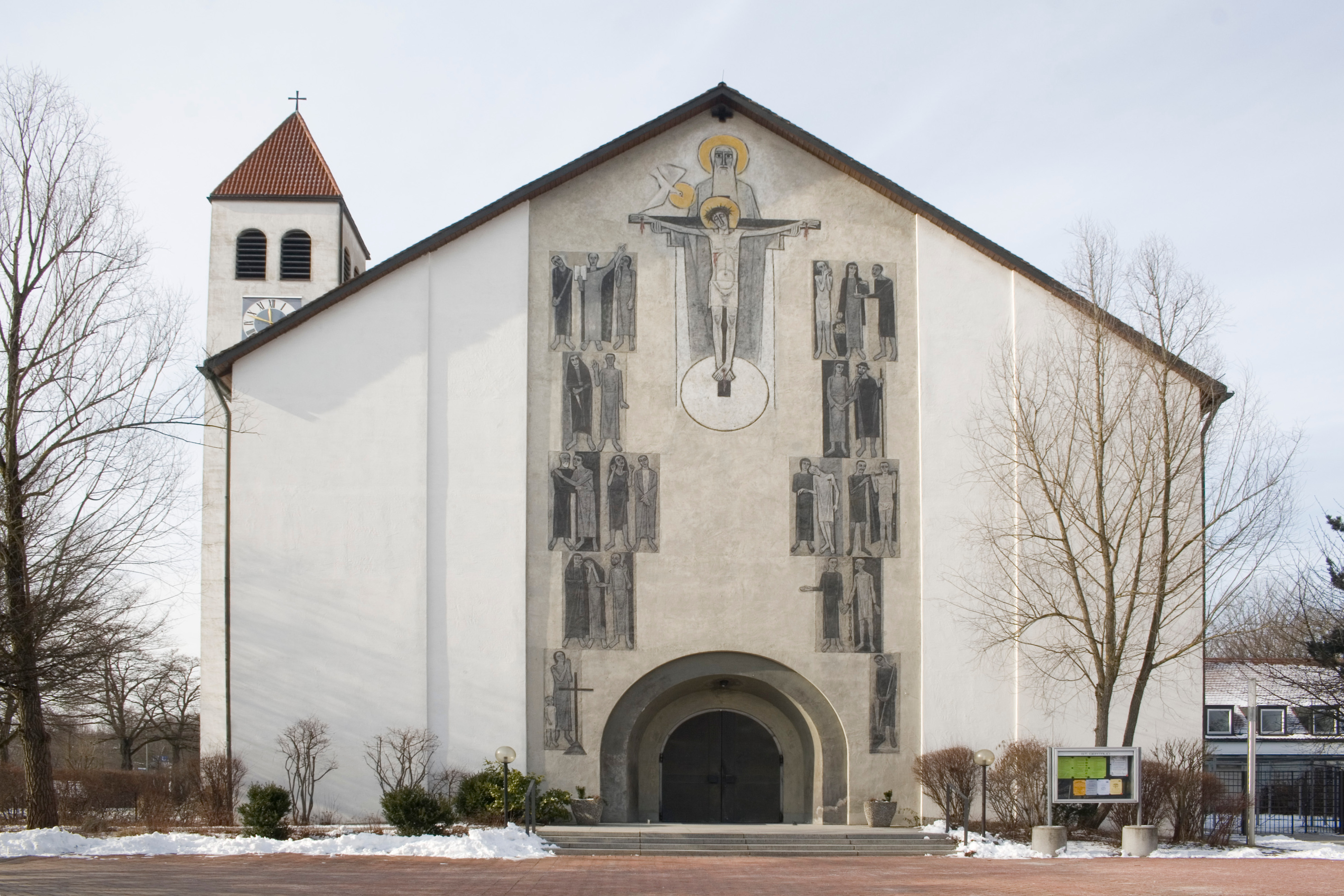
St. Gertrud im Harthof

- Abteilung Harthof der Feuerwehr München. Am 21. Dezember 1921 gründete sich in der Kolonie Harthof ein Feuerwehrverein, die Feuerwehr entstand im Jahr darauf. Ab 23. Januar 1948 war dieser Hilfszug der Freiwilligen Feuerwehr München, ab 1951 eine eigenständige Löschgruppe. Das Feuerwehrhaus an der Heimperthstraße / Gundermanstraße wurde am 8. September 1979 eingeweiht.[10]
- Bereitschaft Nord 3 – Harthof/Hasenbergl des Bayerischen Roten Kreuzes[11]
- Katholische Pfarrgemeinde St. Gertrud mit Kindergarten und Bücherei[12]
- Evangelische Versöhnungsgemeinde mit Kindergarten. Durch die verstärkte Ansiedlung von Evangelischen wurde der Bau der Versöhnungskirche (eingeweiht am 30. Juni 1957) notwendig. Die Mutterpfarrei war die Dankeskirchen-Gemeinde in Milbertshofen, die Versöhnungsgemeinde entstand zum 8. März 1960.[13]
- Seit 1956 gibt es eine neuapostolische Gemeinde.[14]
- Sportvereine FSV Harthof e. V.[15] und SF Harteck e. V.[16]

## Soziale Schichtung
Nach 1945 bestand die dortige Bevölkerung aus 80 % Christen.
Durch den hohen Bestand an Sozialwohnungen gab es am Harthof schon seit deren Bau einen überdurchschnittlichen Anteil von einkommensschwachen Gruppen, wofür der Stadtteil auch bekannt ist.
Im Zuge des Neubaus der Blockstrukturen strebt die GWG eine stärkere Durchmischung an.

## Verkehrsanbindung

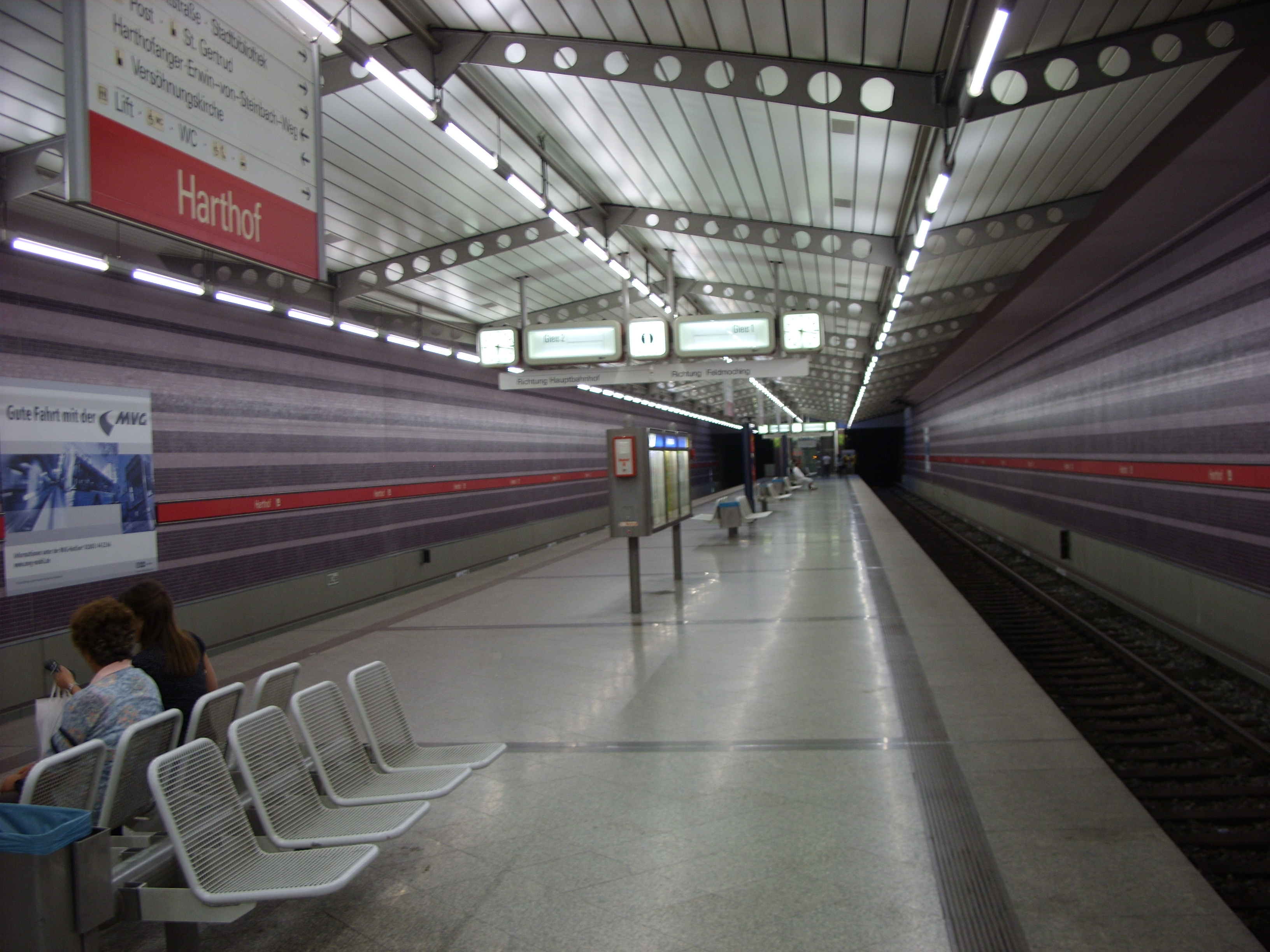
U-Bahnhof Harthof

Der Harthof ist über die Autobahnausfahrt München-Neuherberg an der A99 zu erreichen.
Im öffentlichen Personennahverkehr besteht die Haltestelle Harthof an der 1993 eröffneten Linie U2 der U-Bahn München. Diese ersetzte die Straßenbahnlinien 12 und 13 zu den Endstationen Harthof und Hasenbergl, die zur gleichen Zeit auf dem Streckenabschnitt nördlich des Scheidplatzes (12) bzw. ganz (13) eingestellt wurden.